# Dálniční křižovatka Brno-jih
Dálniční křižovatka Brno-jih je mimoúrovňová křižovatka v Jihomoravském kraji, na jihu Brna ve čtvrti Dolní Heršpice. Kříží se tu dálnice D1 s dálnicí D2 a silnicí I/41, rozvětvují se zde páteřní evropské silnice E50 a E65. Jedná se o historicky první dálniční křižovatku v České republice, respektive Československu. S 80 tisíci průjezdy denně se řadí mezi nejvytíženější křižovatky v ČR, do roku 2028 má být přestavěna.

## Poloha
Dálniční křižovatka se nachází na území Dolních Heršpic, které jsou součástí městské části Brno-jih. Jižně od křižovatky se nachází soutok Svratky a Svitavy. Křižovatka se nachází v nadmořské výšce 197 m n. m.

## Popis
Dálniční křižovatka Brno-jih je mimoúrovňová křižovatka dálnice D1 procházející zde západovýchodním směrem a dálnice D2, která těsně před touto křižovatkou začíná a vede na jih do Bratislavy. Na D2 směrem na sever navazuje silnice I/41 vedoucí do středu Brna přes Komárov k brněnskému Velkému městskému okruhu. Současně po dálnici D1 prochází evropská silnice E50 a E462. Po D1 od Prahy a dále po D2 prochází evropská silnice E65.
Dálniční křižovatka Brno-jih je provedena jako čtyřlístkový typ čtyřramenné dálniční křižovatky.

## Historie výstavby
Dálniční křižovatka Brno-jih byla uvedena do provozu 4. října 1978 spolu se zprovozněním úseků dálnice D1 kolem Brna a dálnice D2 z Brna k Hustopečím.
Do roku 2028 má být celá křižovatka včetně navazujících úseků kompletně zrekonstruována a přestavěna na smíšený typ turbínové a čtyřlístkové mimoúrovňové křižovatky.